# Christian Seiler (Leichtathlet)
Christian Seiler (* 23. Juli 1983) ist ein deutscher Marathon- und Ultramarathonläufer.

## Werdegang
Zweimal nahm Christian Seiler als Junior an den Crosslauf-Europameisterschaften teil: 2001 in Thun kam er auf Rang 52, 2002 in Medulin auf Rang 69.
Beim GutsMuths-Rennsteiglauf siegte er zehnmal auf verschiedenen Strecken. Viermal gewann er den Marathon (2007–2009 und 2015) und je dreimal den Halbmarathon (2004–2006) und den Supermarathon (2012–2014). Bereits bei seinem ersten Start auf der Supermarathonstrecke (72,7 km) stellte er 2012 mit 5:10:19 h einen Streckenrekord auf, den er 2014 um fast 20 Minuten auf 4:50:56 h verbesserte.
2007 und 2008 wurde er jeweils Vierter bei den Deutschen Meisterschaften im Halbmarathon. Beim Berlin-Marathon 2009 kam er auf den 17. Platz und war schnellster Deutscher. 2012 gewann er den Glacier 3000 Run. 2013 verbesserte er beim Albmarathon über 50 km den 14 Jahre alten Streckenrekord von Jürgen Wieser um gut fünf Minuten auf 3:07:25 h.
Christian Seiler wechselte 2013 vom Laufclub Erfurt zum GutsMuths-Rennsteiglaufverein.

## Persönliche Bestzeiten
- 10 km: 29:42 min, 13. September 2008, Karlsruhe
- Halbmarathon: 1:06:34 h, 2. September 2007, Bad Liebenzell
- Marathon: 2:18:11 h, 20. September 2009, Berlin